# サヴォイ・レコード
サヴォイ・レコード（Savoy Records）は、アメリカのジャズ・レコード・レーベル。1940年代中期にスタートし、ビバップの普及に寄与した。
ジャズのカタログはサヴォイ・レーベル・グループ（SLG）が統制を執っており、1990年代から2010年代までは、日本コロムビアがSLGを所有していた。
UKマンチェスターに同名で異なるレーベル（現在は閉鎖）があるが、これはロックのレーベルである。

## 歴史
1942年にハーマン・ルビンスキーとオジー・カデーナによりニュージャージー州ニューアークに設立。初期のビバップの重要なアルバムを発行した。ロックンロールが台頭する中で、ルビンスキーはゴスペルにシフトしていき、1950年代はジェイムズ・クリーヴランドらにより隆盛した。
1960年代初期よりアヴァンギャルド・ジャズも録音しており、ポール・ブレイやエド・カラン、ビル・ディクソン、マーク・ルヴィン、チャールズ・モフェット、ペリー・ロビンソン、ジョセフ・シアーニ、アーチー・シェップ、サン・ラ、マーゼット・ワッツ、ヴァルド・ウィリアムズ等がいた。
ルビンスキーはアフリカ系アメリカ人に対して、粗末な扱いをしており、彼等からは嫌われていた。このことについて、ジャーナリストのタイニー・プライスが黒人向け新聞「The Newark Herald News」にてサヴォイとルビンスキーについて言及している。
1986年にマラコ・レコードがサヴォイのゴスペルのカタログを獲得。1974年にルビンスキーが死去して以後、クライヴ・デイヴィス（当時アリスタ・レコードのマネージャー）がビバップのカタログを獲得した。
1992年からは日本コロムビアがカタログを所持し、アメリカのサヴォイ・レーベル・グループ（SLG）が統制をした。旧音源はサヴォイ・ジャズより再発された。
2017年、アメリカのコンコードがSLGを買収したことを発表し、SLGは、コンコードが形成するコンコード・ミュージック・グループ傘下に収まった。
現在サヴォイ・ジャズにはジョン・コルトレーンの息子のラヴィ・コルトレーンやマッコイ・タイナー等が所属している。

## サヴォイ・レーベル・グループ
- SLG
- 429レコード
- デノン
- サヴォイ・ジャズ (旧サヴォイ・レコード)
- デノン・クラシックス
- リージェント (Regent)
- ギルド (Guild)
- ディスカバリー (Discovery)
- シグナル (Signal)

## ミュージシャン
- キャノンボール・アダレイ
- ビル・バロン
- アレックス・ブランドフォード
- ナッピー・ブラウン
- ザ・キャラバンズ
- ジェイムズ・クリーヴランド
- ドロシー・ラヴ・コーツ
- ジョン・コルトレーン
- ソニー・クリス
- マイルス・デイヴィス
- ザ・デイヴィス・シスターズ
- ヴァレッタ・ディラード
- ケニー・ドーハム
- ブッカー・アーヴィン
- トミー・フラナガン
- ザ・フォー・バディーズ
- スタン・ゲッツ
- デクスター・ゴードン
- レニー・ハンブロ
- ウィルバー・ハーデン
- ウィルバート・ハリスン
- ミルト・ジャクソン
- ザ・サイヴ・ボンバーズ
- J・J・ジョンソン
- ユセフ・ラティーフ
- ロバータ・マーティン
- ビッグ・メイベル
- ビッグ・ジェイ・マックニーリー
- チャールズ・ミンガス
- ハンク・モブレイ
- リー・モーガン
- ファッツ・ナヴァロ
- チャーリー・パーカー
- ハル・シンガー
- ザ・テンプテーションズ
- レニー・トリスターノ
- クララ・ワード
- ポール・ウィリアムズ（英語版）
- レスター・ヤング